# XFY-1 (航空機)
コンベア XFY-1
駐機中のXFY-1。乗員は梯子を使って操縦席に入る。
- 用途：戦闘機
- 分類：艦上戦闘機、VTOL機
- 製造者：コンベア
- 運用者：アメリカ海軍
- 初飛行：1954年8月1日[1]
- 生産数：1機

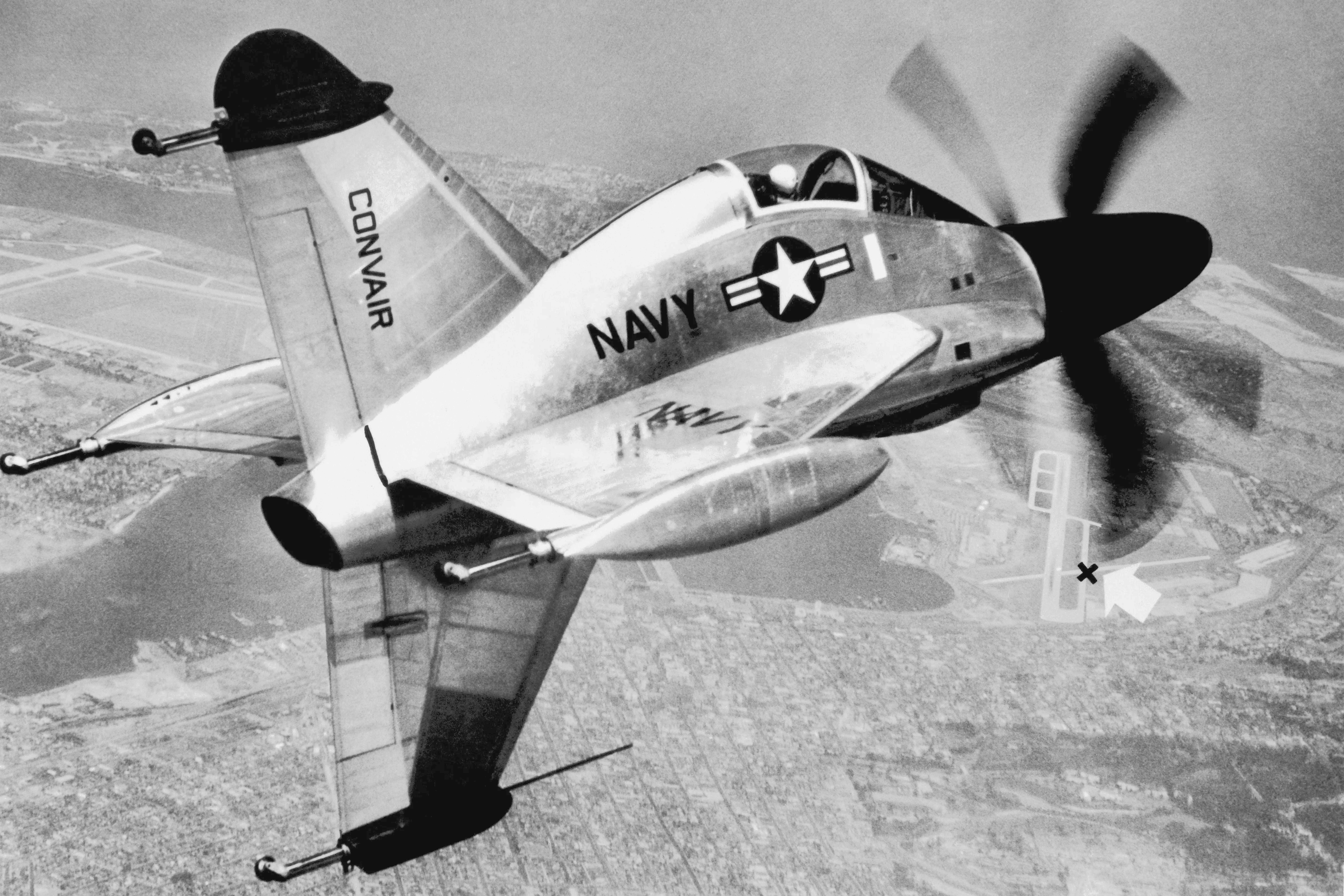
水平飛行中のXFY-1。

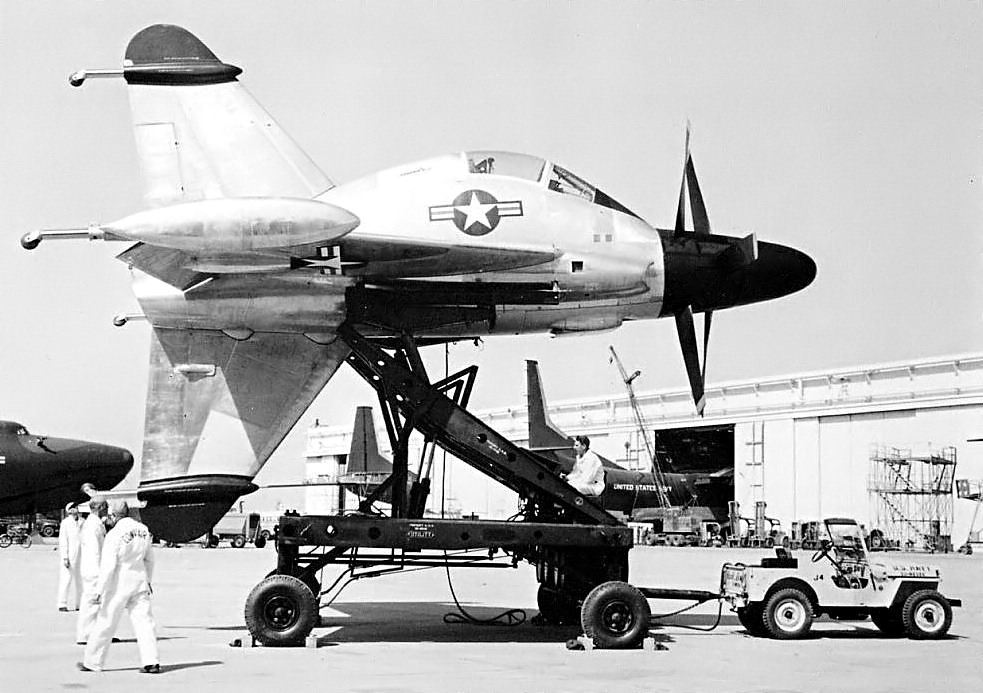
地上で運搬されるXFY-1。

XFYは、アメリカ海軍が計画しコンベア社で製作した垂直離着陸戦闘機である。1950年の仕様に基いてロッキードXFVと競作された。愛称はポゴ(Pogo。ホッピングのことでありポゴはそれの商標)。
アリソンのターボプロップエンジンとカーチス・ライトの2重反転プロペラを用いる設計で、デルタ翼と機体の上下の大きな垂直尾翼からなる十字形の機体の後端に車輪をつけた構造である。機体を立たせた状態から垂直に離陸する、いわゆるテールシッター型構想であった。
1954年5月末から、アメリカ海軍のモフェット航空基地にある古い飛行船格納庫（高さ56メートル）内で、安全索と支持架を取り付けた状態での垂直上昇テストを行った。さらに8月1日にはモフェット基地で屋外垂直上昇飛行テストを行い、11月には垂直上昇から水平飛行への移行を行った。デルタ翼形式は、当時のコンベア社が積極的に採用していたものであるが、急激に失速しないという長所があり、垂直離陸から水平飛行への転換の際に有利に働き、この形式の垂直離着陸機の翼形としてはぴったりであった（直線翼のロッキードXFV-1は結局、垂直離陸から水平飛行への転換はできなかった）。
1955年に計画は中止された。この形式の垂直離着陸では、パイロットは着陸時に地面が見えないため、着陸が非常に困難なものとなり、この問題解決の見込みが全く立たなかった。また、既に超音速機の時代に入っており、亜音速にも届かないこの機体では、同時代の戦闘機に及ばないのが明白であることからである。

## 仕様
諸元
- 乗員：1名
- 全長：10.67m
- 全幅：8.43m
- 翼面積：33㎡
- 自重：5,330kg
- 最大離陸重量：7,371kg

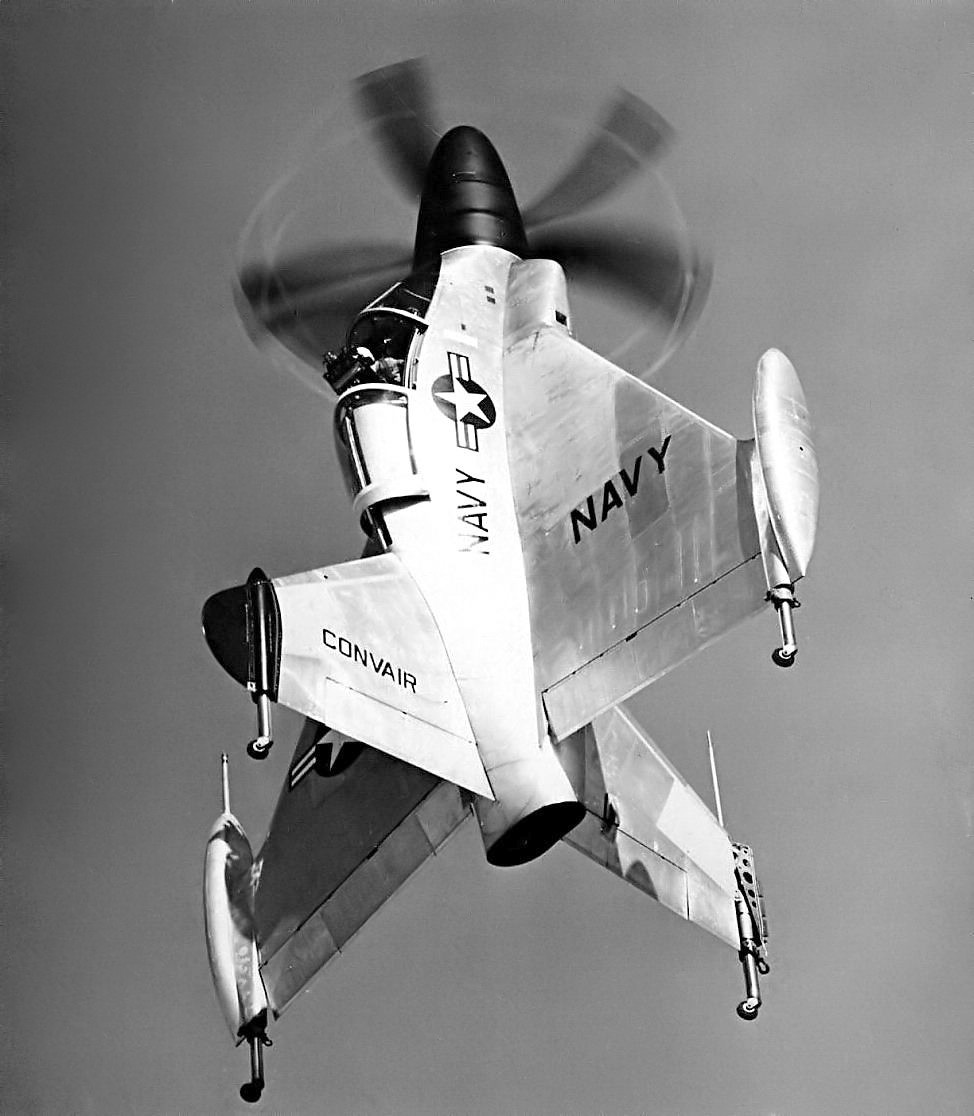

- 動力：アリソンYT40-A-6 ターボプロップエンジン (5,850馬力)×1

性能
- 最高速度：982km/h (610mp/h)
- 航続時間：1時間
- 上昇限度：13,500m

武装
- 20mm機関銃×4基
- Mk4 FFAR 70mmロケット弾×48発

## 登場作品
『ウォーシップガンナー２ 鋼鉄の咆哮』
VTOL戦闘機として本機が登場。バルカン砲を装備しており、艦載機として使用可能。
『鉄腕アトム』
「ホットドッグ兵団の巻」に、ホットドッグ兵団のジェット機として登場。親衛隊隊長を務めるサイボーグ「44号」が搭乗し、2度に渡って日本に飛来している。